# Kabinetsformatie Nederland 2003
De Nederlandse kabinetsformatie 2003 na de Tweede Kamerverkiezingen van januari 2003 begon met een gestrande CDA-PvdA informatiepoging, waarna een kabinet CDA-VVD-D66 uit de bus kwam: het kabinet-Balkenende II.

## Informateurs Donner en Leijnse
Vanaf 5 februari 2003 vond allereerst een informatieronde plaats gericht op een coalitie CDA-PvdA. Er was een grote mate van overeenstemming in de Kamer en in de samenleving dat zo'n kabinet het meeste recht zou doen aan de verkiezingsuitslag. De Koningin benoemde Piet Hein Donner (CDA) en Frans Leijnse (PvdA) tot informateurs. Jan Peter Balkenende onderhandelde samen met Maxime Verhagen namens het CDA, Wouter Bos namens de PvdA.
Deze eerste informatieronde strandde echter op 12 april op een veelbesproken gebrek aan chemie (Balkenende). Over het laatste voorstel van het CDA schreven de informateurs in hun verslag: "Gezien de aard van de maatregelen die erin waren vervat, zagen wij evenwel (…) in dit voorstel geen basis voor overleg dat uitzicht bood op een meer bevredigende uitkomst met betrekking tot de economische indicatoren én een spoedige overeenstemming".
Jaren later gaf de toenmalig informateur Herman Wijffels aan dat de communicatie met de pers en fracties de onderhandelingen moeten hebben bemoeilijkt, omdat dit voor veel misverstanden zou hebben gezorgd.
Volgens CDA-partijvoorzitter Marja van Bijsterveldt kwam de PvdA tijdens de onderhandelingen voortdurend met nieuwe eisen: "Als je constateert dat je na weken formeren in het moeras belandt van steeds weer nieuwe plannen en CPB-doorrekeningen die niet gunstig uitpakken voor economische groei, financieringstekort en werkgelegenheid, dan is het gewenst het over een andere boeg te gooien."
Volgens PvdA-onderhandelaar Wouter Bos was het juist het CDA dat plotseling alle bereikte deelakkoorden van tafel veegde en met volledig nieuwe voorstellen kwam: "We hebben tweeënhalve maand voor niets zitten praten en zijn voor de gek gehouden. Dat is een enorme klap in ons gezicht en ik denk ook voor de informateurs. Ik voel me grotelijks bedonderd."
Er was veel onvrede over de mislukte informatiepoging, aangezien deze vrij lang heeft geduurd en het land al geruime tijd niet door een stabiel demissionair kabinet bestuurd werd. Bovendien was CDA-PvdA het enige mogelijke meerderheidskabinet bestaande uit twee partijen en was het zoals gezegd volgens velen de coalitie die het meeste recht zou doen aan de verkiezingsuitslag.

## Informateurs Hoekstra en Korthals Altes
Op 15 april benoemde de Koningin daarop staatsraad Rein Jan Hoekstra (CDA) en minister van Staat Frits Korthals Altes (VVD) tot informateurs. Opdracht: onderzoek de mogelijkheden van een meerderheidskabinet bestaande uit CDA, VVD en één of meer andere partijen.
In de tweede informatieronde onderzochten de informateurs drie mogelijke kabinetten met CDA en VVD:
- CDA, VVD en LPF
- CDA, VVD, ChristenUnie en SGP (de zogenaamde Staphorster variant)
- CDA, VVD, D66

De LPF viel al snel af na kritische opmerkingen over en weer, die bij alle partijen niet goed vielen. Dit was echter slechts een aanleiding. Aangezien de instabiliteit van de LPF de oorzaak was van de val van het kabinet-Balkenende I, zou het niet logisch zijn opnieuw met deze partij te gaan regeren. Jan Peter Balkenende had deze optie voor de verkiezingen al ongeloofwaardig genoemd.
Beide andere opties leken haalbaar. Hoekstra en Korthals Altes spraken met D66 en tegelijkertijd met ChristenUnie en SGP. Op 29 april kozen CDA en VVD voor een coalitie met D66. De kleine christelijke partijen ChristenUnie en SGP stonden daarmee langs de kant. Met name de ideologische afstand tussen de liberale VVD en de orthodox-christelijke SGP was hieraan debet.
Nadat de informateurs verslag hadden uitgebracht, verzocht koningin Beatrix hen op 1 mei om "het onderzoek voort te zetten en te richten op nadere concretisering en verdieping van de besproken onderwerpen ten behoeve van de spoedige totstandkoming van de programgrondslag van een kabinet van CDA, VVD en D66". Kennelijk waren de partijen het weleens over de intentie dit kabinet te vormen, maar waren de afspraken nog onvoldoende concreet om direct tot de formatie over te gaan.
De onderhandelingen verliepen voorspoedig. Op 15 mei maakten de onderhandelaars bekend dat zij het eens waren geworden over een regeerakkoord. Daarin werd een bijzondere paragraaf opgenomen over enkele aspecten van immateriële aard - de gewetensbezwaarde trouwambtenaar, opvang van tienermoeders - als tegemoetkoming aan de orthodox-christelijke partijen. Op 16 mei stemden de fracties van CDA, VVD en D66 in met het regeerakkoord. D66 stelde deelname aan het kabinet echter nog afhankelijk van goedkeuring van het partijcongres op 18 mei.

## Formateur Balkenende
Na een Kamerdebat over de informatie en het regeerakkoord op 20 mei, deden de informateurs dezelfde avond verslag aan Koningin Beatrix en werd Jan Peter Balkenende benoemd tot formateur. Maxime Verhagen werd benoemd tot fractievoorzitter van het CDA en de formateur ging met hem, Gerrit Zalm (VVD) en Boris Dittrich (D66) onderhandelen over de vorming van een nieuw kabinet.
Binnen een week waren alle namen van ministers en staatssecretarissen bekend. Doordat slechts een jaar ervoor een kabinet was gevormd dat twee van de drie partijen gemeenschappelijk had met het nieuw te vormen kabinet konden zeventien van de zittende ministers en staatssecretarissen terugkomen. Slechts negen nieuwe bewindslieden werden benoemd.
Met de nieuwe groep werd één punt van kritiek op het eerste kabinet-Balkenende gecorrigeerd: er werden meer vrouwelijke bewindspersonen aangesteld. Op 27 mei werd het kabinet-Balkenende II door de koningin beëdigd.